# Kowa (Fluss)
Die Kowa (russisch Кова) ist ein 452 km langer linker Nebenfluss der Angara im südlichen Mittelsibirien in Russland.
Die Kowa entspringt auf dem Territorium der Oblast Irkutsk, gut 100 km nordwestlich von Bratsk am südöstlichen Rand des nach der Birjussa benannten Birjussaplateaus im Südteil des Mittelsibirischen Berglands. Sie fließt zunächst nach Süden, wendet sich aber nach einigen Dutzend Kilometern in einem weiten Bogen nach Norden. Diese Fließrichtung entlang dem sich östlich erstreckenden Kowarücken (Kowinskaja grjada) behält die Kowa bis zu ihrer Mündung bei. Sie überwindet eine Vielzahl von Stromschnellen: Turakinski, Kamkamborski, Deschembinski, Magdonski, Tschombenski, Kossoi Byk und weitere. Auf einem Stück (etwa 40 km Luftlinie) ihres Mittellaufes markiert der Fluss die Grenze zur Region Krasnojarsk, in der sie dann weiterfließt. Etwa 75 km des Unterlaufes liegen im Staubereich des Bogutschanystausees der Angara, der nach Fertigstellung des Staudamms seit Frühjahr 2012 gefüllt wird, und bilden somit eine der längsten „Buchten“ des Stausees. Die Wassertiefe über der früheren Mündung der Kowa in die Angara, etwa 140 km westnordwestlich von Ust-Ilimsk, wird nach dem für Ende 2013 geplanten Erreichen des Stauziels fast 50 m betragen.
Das Einzugsgebiet des Flusses umfasst 11.700 km². Die bedeutendsten Nebenflüsse sind Mydorma (Länge 53 km) und Tschikileja (69 km) von links sowie Tuschama (82 km), Pruda (99 km), Bederma (56 km) und Sjoda (53 km) von rechts.
Der Abfluss 66 km oberhalb der Mündung beträgt im Jahresmittel 41,71 m³/s, bei einem maximalen monatlichen Mittel von 274 m³/s im Mai und einem minimalen monatlichen Mittel von 4,73 m³/s im März.
Die Kowa durchfließt wenig besiedeltes Gebiet. Die wenigen früher am Unterlauf gelegenen Ortschaften wurden vom Bogutschanystausee überflutet. Den Mittellauf kreuzt die Straße, die ausgehend von der Verbindung Bratsk – Ust-Ilimsk nach Kodinsk und zur Staumauer des Bogutschanystausees verläuft.